# Крістіан Барнард
Крістіан Барнард (афр. Christiaan Neethling Barnard, 8 листопада 1922 — 2 вересня 2001) — хірург-трансплантолог та громадський діяч. Відомий тим, що 3 грудня 1967 року виконав першу у світі пересадку серця від людини до людини.

## Біографія
У 1953 отримав ступінь доктора медицини в медичній школі при Кейптаунському університеті. Вивчав кардіохірургію в медичній школі при університеті Міннесоти (США). Після повернення в ПАР очолив хірургічне відділення лікарні «Гроті Схур» при Кейптаунському університеті. Спеціалізувався в проведенні операцій на відкритому серці та розробляв нові методи заміни уражених серцевих клапанів штучними. Барнард і його колеги провели першу у світі пересадку серця в лікарні «Гроті Схур» 3 грудня 1967: безнадійно хворому 54-річному комерсанту Луїсу Вашканскі було пересаджено серце молодої жінки Деніз Дарваль, яка отримала смертельні травми в автомобільній катастрофі. Вашканскі помер від пневмонії через 18 днів після операції, але наступний пацієнт, Філіп Блайберг, прожив з пересадженим серцем понад 19 місяців. До кінця 1968 у світі було зроблено вже близько 100 пересадок серця. У 1970-ті роки подібних операцій проводилося не так багато, оскільки виявилося, що пересаджене серце відторгається імунною системою організму. Однак на початку 1980-х, з впровадженням в клініку циклоспорину, кількість таких операцій різко зросла.
Крістіан Барнард помер на Кіпрі під час відпочинку. Спочатку причиною смерті назвали серцевий напад, але розтин показав, що лікар помер від нападу астми.

## Праці
- Christiaan Barnard. One Life/ Toronto, The Macmillan Co., Collier-Macmillan Canada Ltd., 1970, 393 pp.
- Барнард, Кристиан. Нежелательные элементы/ М., Прогресс, 1977